# Parczew
Parczew là một thị trấn thuộc huyện Parczewski, tỉnh Lubelskie ở đông-nam Ba Lan. Thị trấn có diện tích 8 km². Đến ngày 1 tháng 1 năm 2011, dân số của thị trấn là 10048 người và mật độ 1248 người/km².